# サバイバル・ガイド
サバイバル・ガイド（英：Bushwhacked）は、1995年のアメリカ合衆国の映画作品。アメリカで1995年8月4日に公開。
日本ではビデオスルーされたほか、WOWOWにて『サバイバル・ガイド／宅配屋マックスのとんでもハップン』という邦題で放送された。

## ストーリー
宅配屋のマックスはある日、配達に向かった家が火事になっているのを発見。そこへ捜査官が乗り込んできて、驚いたマックスはその場から逃走。その拍子に落とした荷物の中身は大量の札束で、彼は殺人犯の濡れ衣を着せられてしまい、山中に逃走する。だが、そこで出会った警察官に勘違いされてしまい、彼はボーイスカウトの引率員として子供たちを引き連れて山を登ることに。捜査官から逃げるのにはちょうどいいと思ったマックスだったが、事件報道のラジオ放送を聞いた子供たちに感づかれてしまう。

## キャスト
- マックス・クラベルスキー：ダニエル・スターン（安原義人）
- 捜査官：ジョン・ポリト（西村知道）
- エリクソン隊長：ブラッド・サリヴァン（大木民夫）
- ミセス・パターソン：アン・ダウド（土井美和）
- ゴーディー・パターソン：ブレイク・バショフ（亀井芳子）
- ラルフ：コーリー・キャリア（田中真弓）
- ブラグドン：アンソニー・ヒールド（稲葉実）
- デイナの父：ポール・ベン＝ヴィクター（後藤哲夫）

日本語版その他声の出演：北村弘一、伊藤栄次

## スタッフ
- 製作総指揮: ダニエル・スターン
- 製作: シャーレス・B.ウィースラー/ポール・シフ
- 監督: グレッグ・ビーマン
- 脚本: ジョン・ジョーダン/ダニー・バイヤーズ
- 撮影: テオ・ヴァン・デ・サンデ
- 音楽: ビル・コンティ
- 出演: ジョン・ポリート/ブラッド・サリバン